# Завгородний, Георгий Степанович
Георгий Степанович Завгородний (1903—1976) — начальник Марковского исправительно-трудового лагеря, генерал-майор (1945).

## Биография
Родился в русской семье. Окончил 5 классов реального училища. С 1920 инструктор-ревизор отдела карточной системы в Краснодаре. С 1921 младший делопроизводитель, политконтролёр окротдела ОГПУ в Краснодаре. С 1924 помощник уполномоченного ОГПУ Кубанского окротдела в Краснодаре. Член РКП(б) с 1926. 
С 1928 уполномоченный Особого отдела ОГПУ Донецкого окротдела. С 1930 уполномоченный Особого отдела, уполномоченный Секретно-политического отдела Полномочного представительства ОГПУ Северо-Кавказского края в Ростове-на-Дону. С 1934 оперуполномоченный 1-го отделения Полномочного представительства ОГПУ Азово-Черноморского края в том же городе. С 1935 начальник 5-го отделения Секретно-политического отдела УНКВД Азово-Черноморского края. С 13 мая 1936 помощник начальника 10-го отделения Секретно-политического отдела ГУГБ НКВД СССР. С 24 апреля 1939 начальник 7-го отделения 3-го отдела Главного экономического управления НКВД СССР. 
С 19 августа 1940 начальник Управления исправительно-трудовых колоний и трудпоселений и заместитель начальника ГУЛАГа НКВД СССР. С 9 ноября 1945 1-й заместитель наркома внутренних дел Узбекской ССР. С 12 марта до 9 июля 1948 начальник Марковского УИТЛ и строительства Северной водопроводной станции МВД в Московской области. С 4 ноября 1948 заместитель начальника УМВД Тамбовской области. С 9 мая 1953 начальник 5-го отдела УМВД Новосибирской области. 
С 3 июля 1954 на пенсии.

### Звания
- 22 марта 1936 — лейтенант ГБ;
- 7 июня 1939 — старший лейтенант ГБ;
- 14 марта 1940 — капитан ГБ;
- 13 августа 1941 — майор ГБ;
- 14 февраля 1943 — полковник ГБ;
- 14 декабря 1943 — комиссар ГБ;
- 9 июля 1945 — генерал-майор.[2]

### Награды
- 24 ноября 1942 — орден Трудового Красного Знамени (за выполнение заданий правительства по производству боеприпасов);
- 11 мая 1944 — орден Красной Звезды (за успешное выполнение заданий правительства по производству боеприпасов);
- 3 ноября 1944 — орден Красного Знамени (за выслугу лет);
- 16 сентября 1945 — орден Отечественной войны 1-й степени (за обеспечение охраны и обслуживание Потсдамской конференции);
- 21 мая 1947 — орден Ленина (за выслугу лет);
- 23 мая 1952 — орден Красного Знамени (за выслугу лет);
- медали.